# Wulf Steinmann
Pour les articles homonymes, voir Steinmann.
Wulf Steinmann, né le 12 juillet 1930 à Essen et mort le 3 janvier 2019, est un physicien allemand et recteur de l'université Louis-et-Maximilien de Munich.

## Biographie
Wulf Steinmann étudie la physique à la LMU de Munich de 1951 à 1956, notamment avec Walter Rollwagen et Werner Heisenberg. En 1961, il obtient le titre de docteur en sciences naturelles à l'université Ludwig-Maximilian de Munich (LMU) avec une thèse sur le rayonnement des oscillations du plasma. En 1966, il obtient son habilitation à Munich avec une thèse sur la désintégration des plasmons. Il participe à des projets de recherche à l'université du Sud de la Californie à Los Angeles et au Deutsches Elektronen-Synchrotron (DESY) à Hambourg. De 1966 à 1968, Wulf Steinmann prend la direction du département de physique des surfaces au Centre européen de recherche et de technologie spatiales (ESTEC) à Noordwijk, aux Pays-Bas.